# بونازوسین
بونازوسین (انگلیسی: Bunazosin) یک آنتاگونیست گیرنده α1-آدرنرژیک است. بونازوسین در ابتدا برای درمان هیپرپلازی خوش خیم پروستات (BPH) ساخته شد. این دارو در ژاپن به صورت موضعی برای درمان گلوکوم تأیید شده است. مکانیسم اثر کاهش جریان آب از طریق مسیر یووواسکلرال و در نتیجه کاهش فشار داخل چشم است. همچنین ممکن است برای بهبود جریان خون به عصب چشم عمل کند. آنتاگونیست‌های سیستمیک گیرنده آلفا-۱ آدرنرژیک در سندرم فلاپی عنبیه حین عمل (IFIS) نقش دارند. بونازوسین به طور بالقوه می‌تواند همین اثر را داشته باشد اما هیچ تحقیقی برای اثبات این موضوع به عنوان خطری برای جراحی آب مروارید وجود ندارد.